# Demonax kostali
Demonax kostali là một loài bọ cánh cứng trong họ Cerambycidae.